# Laujar de Andarax
Láujar de Andarax là một đô thị thuộc tỉnh Almería, ở cộng đồng tự trị Andalusia, Tây Ban Nha. Đô thị này có diện tích 92 km², dân số năm 2005 là 1836 người.

## Biến động dân số
| 1999  | 2000  | 2001  | 2002  | 2003  | 2004  | 2005  |
| ----- | ----- | ----- | ----- | ----- | ----- | ----- |
| 1,855 | 1,833 | 1,808 | 1,842 | 1,827 | 1,819 | 1,836 |

Source: INE (Spain)